# Bratrství Jáchymov
Bratrství Jáchymov est  un centre de stockage de déchets radioactifs opérationnels provenant de centrales nucléaires en Tchéquie.

## Localisation

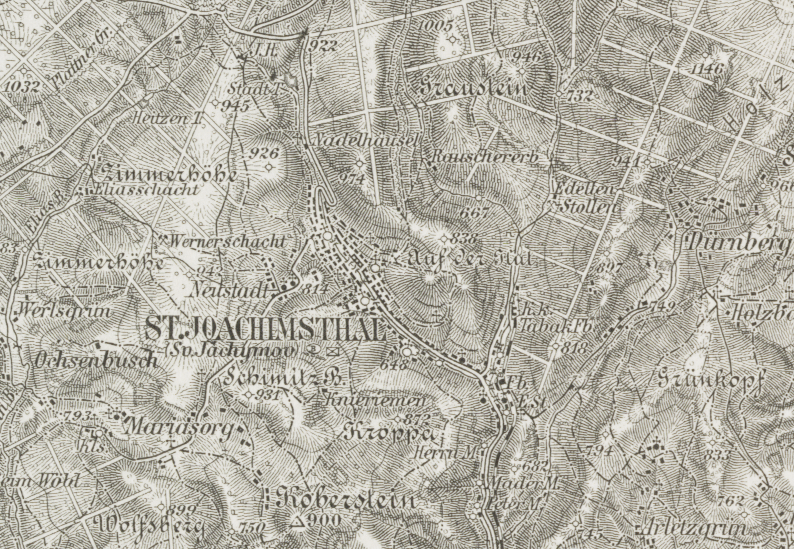
Le puits - extrait d'une carte historique

Le centre de stockage se situe à Suchá, deux km à l'Est de Jáchymov.

## Histoire
Le centre de stockage a été aménagé dans l'ancienne mine d'uranium Bratrství Jáchymov, l'ancien Sächsischer Edelleutstollen  (« Galerie des nobles saxons »), et est entré en service en 1972. Son exploitation doit se poursuivre jusqu'en 2030.
En janvier 2000, l'Autorité des centres de stockage des déchets nucléaires de Tchéquie (SÚRAO), nouvellement créée, a placé le centre de stockage sous la responsabilité de l'État tchèque.

## Inventaire de stockage
À Bratrství Jáchymo, les déchets contenant des radionucléides naturels, c'est-à-dire des nucléides des séries de désintégration de l'uranium et du thorium, sont stockés à environ 50 m de profondeur.
En Tchéquie, une distinction est faite entre les déchets opérationnels des centrales nucléaires, d'une part, et les déchets radioactifs provenant de la médecine, de l'industrie et de la recherche, d'autre part. Ces derniers sont stockés dans le centre de stockage de Richard.